# العلاقات البالاوية البوتسوانية
العلاقات البالاوية البوتسوانية هي العلاقات الثنائية التي تجمع بين بالاو وبوتسوانا.

## مقارنة بين البلدين
هذه مقارنة عامة ومرجعية للدولتين:
| وجه المقارنة                                              | بالاو                         | بوتسوانا                       |
| --------------------------------------------------------- | ----------------------------- | ------------------------------ |
| المساحة (كم2)                                             | 465                           | 581.74 ألف                     |
| عدد السكان (نسمة)                                         | 21.73 ألف                     | 2.29 مليون                     |
| الكثافة السكانية (ن./كم²)                                 | 4.67 ألف                      | 3.94                           |
| العاصمة                                                   | نغيرولمود، كورور              | غابورون                        |
| اللغة الرسمية                                             | لغة إنجليزية، اللغة البالاوية | لغة إنجليزية                   |
| العملة                                                    | دولار أمريكي                  | بولا بوتسواني                  |
| الناتج المحلي الإجمالي (بليون دولار)                      | 291.54 مليون                  | 17.41 مليار                    |
| الناتج المحلي الإجمالي (تعادل القوة الشرائية) بليون دولار | 326.12 مليون                  | 35.84 مليار                    |
| الناتج المحلي الإجمالي الاسمي للفرد دولار أمريكي          | 13.50 ألف                     | 6.36 ألف                       |
| الناتج المحلي الإجمالي للفرد دولار أمريكي                 | 14.76 ألف                     | 16.10 ألف                      |
| مؤشر التنمية البشرية                                      | 0.780                         | 0.698                          |
| رمز المكالمات الدولي                                      | +680                          | +267                           |
| رمز الإنترنت                                              | .pw                           | .bw                            |
| المنطقة الزمنية                                           | ت ع م+09:00                   | ت ع م+02:00، توقيت وسط إفريقيا |

## منظمات دولية مشتركة
يشترك البلدان في عضوية مجموعة من المنظمات الدولية، منها:
| علم المنظمة | اسم المنظمة                                 | تاريخ انضمام بالاو | تاريخ انضمام بوتسوانا |
| ----------- | ------------------------------------------- | ------------------ | --------------------- |
|             | مجموعة دول أفريقيا والكاريبي والمحيط الهادئ | ?                  | ?                     |
|             | مؤسسة التنمية الدولية                       | 16 ديسمبر 1997     | 24 يوليو 1968         |
|             | الأمم المتحدة                               | 15 ديسمبر 1994     | 17 أكتوبر 1966        |
|             | البنك الدولي للإنشاء والتعمير               | 16 ديسمبر 1997     | 24 يوليو 1968         |
|             | منظمة حظر الأسلحة الكيميائية                | ?                  | ?                     |
|             | مؤسسة التمويل الدولية                       | 16 ديسمبر 1997     | 23 مارس 1979          |
|             | وكالة ضمان الاستثمار متعدد الأطراف          | 16 ديسمبر 1997     | 15 مايو 1990          |
|             | يونسكو                                      | 20 سبتمبر 1999     | 16 يناير 1980         |

## وصلات خارجية
- موقع وزارة الخارجية البوتسوانية